# Saint-Félix-de-Bourdeilles

Saint-Félix-de-Bourdeilles este o comună în departamentul Dordogne din sud-vestul Franței. În 2009 avea o populație de 70 de locuitori.

## Evoluția populației
| An        | 1975 | 1982 | 1990 | 1999 | 2006 | 2009 |
| --------- | ---- | ---- | ---- | ---- | ---- | ---- |
| Populație | 85   | 61   | 53   | 58   | 70   | 70   |